# Atletismo nos Jogos Pan-Americanos de 2011 - Lançamento de martelo masculino
A competição do lançamento de martelo masculino foi um dos eventos do atletismo nos Jogos Pan-Americanos de 2011, em Guadalajara. Foi disputada no Estádio Telmex de Atletismo no dia 26 de outubro.

## Calendário
Horário local (UTC-6).
| Data          | Horário | Fase  |
| ------------- | ------- | ----- |
| 26 de outubro | 14:30   | Final |

## Medalhistas
| Ouro   | USA Kibwe Johnson |
| Prata  | USA Michael Mai   |
| Bronze | CUB Noleysi Bicet |

## Recordes
Recordes mundial e pan-americano antes da disputa dos Jogos Pan-Americanos de 2011.
| Tipo                             | Atleta       | Marca   | Local     | Data                 |
| -------------------------------- | ------------ | ------- | --------- | -------------------- |
|                                  | Yuriy Sedykh | 86,74 m | Stuttgart | 30 de agosto de 1986 |
| Recorde dos Jogos Pan-Americanos | Lance Deal   | 79,61 m | Winnipeg  | 27 de julho de 1999  |

## Resultados

### Final
| Pos.              | Atletas             | País               | 1     | 2     | 3     | 4     | 5     | 6     | Resultado | Obs.                             |
| ----------------- | ------------------- | ------------------ | ----- | ----- | ----- | ----- | ----- | ----- | --------- | -------------------------------- |
| Medalha de ouro   | Kibwe Johnson       | USA Estados Unidos | 73.87 | 77.24 | 76.56 | 76.82 | 79.63 | 77.19 | 79.63     | Recorde dos Jogos Pan-Americanos |
| Medalha de prata  | Michael Mai         | USA Estados Unidos | 68.61 | 70.62 | 68.95 | 70.44 | 72.71 | 68.92 | 72.71     |                                  |
| Medalha de bronze | Noleysi Bicet       | CUB Cuba           | 69.68 | 70.68 | 72.57 | 71.56 | 72.02 | 72.03 | 72.57     |                                  |
| 4                 | Wagner Domingos     | BRA Brasil         | x     | 67.97 | 70.16 | x     | 68.79 | 69.08 | 70.16     |                                  |
| 5                 | Roberto Janet       | CUB Cuba           | x     | 69.46 | 66.62 | x     | x     | x     | 69.46     |                                  |
| 6                 | Juan Ignacio Cerra  | ARG Argentina      | x     | 65.16 | 65.08 | 66.26 | 66.80 | 66.37 | 66.80     |                                  |
| 7                 | Roberto Sawyers     | CRC Costa Rica     | x     | 65.09 | x     | x     | x     | 64.91 | 65.09     |                                  |
| 8                 | Aldo Bello          | VEN Venezuela      | x     | 60.54 | 62.50 | 63.46 | 62.55 | 62.22 | 63.46     | Recorde da temporada             |
| 9                 | Diego Berrios       | GUA Guatemala      | x     | 60.82 | 57.76 |       |       |       | 60.82     |                                  |
| 10                | Diego del Real      | MEX México         | 55.16 | 59.41 | x     |       |       |       | 59.41     |                                  |
| 11                | Edgar Florián       | GUA Guatemala      | 54.03 | 58.63 | 58.92 |       |       |       | 58.92     |                                  |
| 12                | Michael Letterlough | CAY Ilhas Cayman   | 55.21 | 57.72 | x     |       |       |       | 57.72     |                                  |

Legenda
| Recorde mundial                  | Recorde mundial (World record)               |                       | Recorde africano                      | Recorde africano (African) |                                           | Q | Classificado por posição (Qualified) |
| Recorde dos Jogos Pan-Americanos | Recorde pan-americano (Pan-American record)  | Recorde da América    | Recorde da América (Americas)         | q                          | Classificado por melhor tempo (Qualified) |   |                                      |
| Melhor marca do ano              | Melhor marca do ano (World leading)          | Recorde asiático      | Recorde asiático (Asian)              | DNS                        | Não largou (Did not start)                |   |                                      |
| Recorde nacional                 | Recorde nacional (National record)           | Recorde europeu       | Recorde europeu (European)            | DNF                        | Não terminou (Did not finish)             |   |                                      |
| Recorde pessoal                  | Recorde pessoal do atleta (Personal best)    | Recorde da Oceania    | Recorde da Oceania (Oceania)          | DSQ / DQ                   | Desclassificado (Disqualified)            |   |                                      |
| Recorde da temporada             | Recorde da temporada do atleta (Season best) | Recorde sul-americano | Recorde sul-americano (South America) | NM                         | Sem marca (No mark)                       |   |                                      |